# Ready Set Rock
Ready Set Rock este primul EP al formației americane de pop rock, R5. A fost lasnat independent pe data de 9 martie 2010.

## Background
Foarte influențat și inspirat de formația americană de rock, Fall Out Boy, membrul Riker a descris EP-ul ca fiind mult mai punk decât albumele lor mai noi. Ross a spus de asemenea că EP-ul conține cântece care erau apropiate pentru vârsta lor pe acea vreme. EP-ul a fost lansat pe iTunes și Amazon, dar a fost șters de către formație după ce au semnat un contract de înregistrări cu DMG's Hollywood Records. Totuși, EP-ul poate fi încă găsit pe Last.fm și iHeartRadio. Cântecele au fost în mare parte scrise de Riker, Rocky, Rydel, antrenorul formației E-Vega (care a produs, de asemenea, albumul), și antrenorul lor vocal/compozitorul Mauli B.
Niciun single nu a fost lansat de pe EP, dar au fost lansate trei videoclipuri muzicale pentru cântecele „Can't Get Enough of You”, „Without You” (în videoclip apărând și Lauren Hudson din The Stunners) și „Never”. Videoclipurile pot fi găsite pe canalul vechi de YouTube al formației channel.

## Track listing
| Nr. | Titlu                     | Autor(i)                                                | Producător(i) | Lungime |  |
| 1.  | „Ready Set Rock”          | Riker Lynch, Rocky Lynch, E-Vega, Mauli B.              | E-Vega        | 2:44    |  |
| 2.  | „Can't Get Enough of You” | Riker Lynch, Rocky Lynch, E-Vega, Mauli B.              | E-Vega        | 3:15    |  |
| 3.  | „Without You”             | Riker Lynch, Rocky Lynch, E-Vega, Mauli B.              | E-Vega        | 2:33    |  |
| 4.  | „Never”                   | Riker Lynch, Rocky Lynch, Rydel Lynch, E-Vega, Mauli B. | E-Vega        | 3:03    |  |
| 5.  | „Look At Us Now”          | Riker Lynch, Rocky Lynch, Rydel Lynch, E-Vega, Mauli B. | E-Vega        | 3:54    |  |